# Andrea Ferraris
Andrea Ferraris (Genova, 3 settembre 1966) è un fumettista italiano.

## Biografia
Consegue il diploma di maturità al liceo artistico, in seguito si specializza in scenografia e inizia nel 1993 una proficua collaborazione con la Disney come disegnatore; 10 anni dopo comincia a firmare molte storie in cui si occupa anche dei testi: la prima è Zio Paperone e il tesoro economico, pubblicata su Topolino n° 2518.
Contestualmente al suo lavoro su Topolino, Ferraris realizza diverse graphic novel come Churubusco, ispirato alla storia del Battaglione di San Patrizio (Coconino Press), e La lingua del diavolo (Oblomov Edizioni).